# St&rs
St&rs (ST&RS -スターズ-?) è un manga scritto da Takeuchi Ryosuke e disegnato da Masaru Miyokawa, serializzato sulla rivista Weekly Shōnen Jump di Shūeisha dal 4 luglio 2011 al 16 aprile 2012.

## Trama
Il 10 agosto 2019, l’umanità ricevette un segnale da una forma di vita aliena. Confermata la sua autenticità da parte degli scienziati, viene reso pubblico ad un mese di distanza dalla sua ricezione. Esso diceva: “Il 7 luglio 2035 incontriamoci su Marte”. La notizia spinse molte persone ad interessarsi ai viaggi nello spazio e portò alla nascita di una nuova agenzia spaziale: la ST&RS. Negli anni successivi la St&rs fu impegnata nei preparativi necessari a compiere un viaggio spaziale verso Marte e nell'addestrare nuovi promettenti astronauti. Nel frattempo Maho Shirafune, un giovane ragazzo la cui prima parola fu proprio Marte, cresceva sognando un giorno di diventare un astronauta. Insieme ai suoi compagni di classe Meguru Hoshihara e Wataru Amachi tentano l'esame per l'accesso all'Accademia Spaziale. Mancano due anni all’incontro fatidico, se Maho, Meguru e Wataru riuscissero a essere ammessi, molto probabilmente coroneranno il loro sogno di assistere di persona al First Contact.

## Personaggi
Maho Shirafune
Maho Shirafune è il protagonista della serie. È un ragazzo di 15 anni che sogna di entrare nell'Accademia Spaziale per poter arrivare su Marte nel 2035. Anche se è piuttosto testardo, è anche veloce e intelligente. Può approssimare la giusta posizione dei pianeti insieme alle loro rispettive distanze dal sole, e può quasi istintivamente sapere se qualcosa è fuori posto o inesatto. È un buon amico di Meguru Hishihara e Wataru Amachi e insieme a loro lavora sempre molto bene, grazie al loro lavoro di squadra. Una delle sue caratteristiche particolari è il suo straordinario senso di percezione della distanza e di elaborazione tridimensionale, soprannominata "Abilità Dimensionale". Può accuratamente sparare una bottiglia in una apertura stretta di un contenitore di riciclaggio da una distanza considerevole e ricreare un modello della nave spaziale Apollo mentre è bendato dopo aver seguito alcune istruzioni dettate dai suoi amici.
Meguru Hoshihara
Meguru Hoshihara è un'amica di infanzia di Maho, entrambi nati nello stesso ospedale, anche se a un giorno di distanza. Originariamente, Meguru non voleva diventare un astronauta, infatti il suo sogno originale era quello di ottenere una medaglia d'oro per la pallavolo nelle Olimpiadi. Sceglierà tuttavia questa strada per seguire Maho, per il quale segretamente prova dei sentimenti. Tra i tre protagonisti (Maho, Meguru e Wataru), Meguru sembra essere quella fisicamente più in forma ma anche meno esperta dello spazio, avendo iniziato ad interessarsene solo di recente.
Wataru Amachi
Wataru Amachi si trasferisce a Tokyo, nella stessa scuola di Meguru a Maho, una settimana prima del briefing per l'Accademia spaziale. Quando era più giovane, voleva diventare un medico, come suo padre, finché non incontrò uno dei suoi colleghi di padre, che era un medico di astronauta. Da quel momento inizia a sognare di seguire lo stesso percorso diventando un astronauta e un medico allo stesso tempo. Wataruè il membro del gruppo più calmo e diretto. Inoltre Wataru è il più esperto dal punto di vista teorico e spesso fornisce informazioni fondamentali per la risoluzione dei problemi.